# Ulrich Engelhardt
Ulrich Engelhardt (* 22. Februar 1940 in Remscheid-Lennep) ist ein deutscher Historiker.

## Leben
Engelhardt studierte Geschichte, Soziologie und Politische Wissenschaften an den Universitäten Tübingen, Münster und Heidelberg. Er wurde 1970 bei Werner Conze in Heidelberg promoviert. Von 1970 bis 1978 war er Wissenschaftlicher Assistent in Heidelberg. Von 1978 bis 2005 war er Geschäftsführer des Arbeitskreises für moderne Sozialgeschichte. 1980 habilitierte er sich in Heidelberg. Er war dort bis 2005 als außerplanmäßiger Professor für Neuere Geschichte an der Philosophischen Fakultät tätig.

## Schriften (Auswahl)
- Ein Labor der Sozialgeschichte. Die Entwicklung des Arbeitskreises für moderne Sozialgeschichte seit 1956. Böhlau, Köln 2020, ISBN 978-3-412-51591-1.
- (Hrsg.) Werner Conze: Gesellschaft – Staat – Nation. Gesammelte Aufsätze (= Industrielle Welt. Bd. 52). Klett, Stuttgart 1992, ISBN 3-608-91366-1.
- „Bildungsbürgertum.“ Begriffs- und Dogmengeschichte eines Etiketts (= Industrielle Welt. Bd. 43). Klett-Cotta, Stuttgart 1986, ISBN 3-608-91258-4.
- mit Werner Conze (Hrsg.) Arbeiterexistenz im 19. Jahrhundert. Lebensstandard und Lebensgestaltung deutscher Arbeiter und Handwerker. Klett-Cotta, Stuttgart 1981.
- mit Werner Conze (Hrsg.) Arbeiter im Industrialisierungsprozess. Herkunft, Lage und Verhalten (= Industrielle Welt. Bd. 28). Klett-Cotta, Stuttgart 1979, ISBN 3-12-912060-2.
- (Hrsg.) Soziale Bewegung und politische Verfassung. Beiträge zur Geschichte der modernen Welt. Klett, Stuttgart 1976.
- „Nur vereinigt sind wir stark“. Die Anfänge der deutschen Gewerkschaftsbewegung 1862–63 bis 1869–70. Phil. Diss. Heidelberg 1970.